# MG Midget
MG Midget er en lille to-sæders sportsvogn, der blev produceret af MG fra 1961 til 1979. Den genoplivede et navn, der var blevet brugt af tidligere modeller som MG M-type, MG D-type, MG J-type og MG T-type.
Den første version, der blev annonceret i slutning af juni 1961, var grundlæggende en lidt dyrere badge-engineered version af MkII Austin-Healey Sprite deluxe version. Den originale 'frogeye' Sprite var blevet specifikt introduceret for at udfylde et hul i markedet, der var opstået da produktionen af MG T-type Midget var blevet stoppet og erstattet med MGA, der var meget større og dyrere og havde flere hestekræfter. Midget'en fik en ny kølergrill, opdateret interiør og chrom for at retfærdiggøre  den højere pris i forhold til Sprite.

## Modeller
- MG Midget MkI (1961–64)
- MG Midget MkII (1964–66)
- MG Midget MkIII (1966–74)
- MG Midget 1500 (1974–80)